# Dicranolasma giljarovi
Dicranolasma giljarovi is een hooiwagen uit de familie Dicranolasmatidae.